# Mahua Moitra
Mahua Moitra (assamesisch মহুৱা মইত্ৰা Mahuvā Maitrā; geb. 12. Oktober 1974 in Labac, Assam) ist eine indische Politikerin (Trinamool).

## Leben
Moitra studierte Wirtschaftswissenschaften und Mathematik am Mount Holyoke College. Im Jahr 2009 kündigte Moitra ihren gut bezahlten Job als Investmentbankerin bei JP Morgan in London, um in die indische Politik zurückzukehren. Moitra etablierte sich im Laufe der Jahre als eine herausragende Persönlichkeit in der indischen Politik. Moitra machte sich durch ihren kritischen Stil und ihre direkte Auseinandersetzung mit der regierenden Bharatiya Janata Party (BJP) und Premierminister Narendra Modi einen Namen. Moitra wurde 2023 nach der Empfehlung des Ethikausschusses der Lok Sabha, des „Volkshauses“ des indischen Parlaments, aufgrund von Vorwürfen um angebliche bezahlte Anfragen aus dem Parlament ausgeschlossen; Oppositionsführer kritisierten die Entscheidung jedoch und warfen der BJP-geführten Regierung vor, Rachepolitik zu betreiben. Sie lebt in Krishnanagar, Westbengalen.

## Wirken
Moitra ist für ihren direkten politischen Stil bekannt. Sie positionierte sich als scharfe Kritikerin der BJP und besonders von Premierminister Narendra Modi und dem von ihm betriebenen Nationalismus. Bereits in ihrer Antrittsrede im indischen Parlament im Jahr 2019 referierte sie über sieben Anzeichen des Faschismus, um die Bedrohung der indischen Verfassung durch die Regierung aufzuzeigen: Sie kritisierte darin die Regierung für oberflächlichen Nationalismus, Verachtung der Menschenrechte, Kontrolle der Massenmedien, Besessenheit von nationaler Sicherheit, Vermischung von Regierung und Religion, Verachtung für Intellektuelle und Künste sowie die Erosion der Unabhängigkeit des Wahlsystems; trotz Versuchen der Regierungspartei, sie zu übertönen, blieb sie standhaft und ihr Vortrag wurde in sozialen Medien hoch gelobt. Sie sagte später einmal: „Die Tatsache, dass wir diese chauvinistische, selbstbewusste Aggression brauchen, um uns auf die Straße zu stellen und den Menschen zu sagen, dass wir Hindus sind, und ihnen Angst vor uns zu machen, ist nicht das, was diese Religion ausmacht.“